# Museu da Imigração Italiana de Quiririm
O Museu da Imigração Italiana é uma instituição cultural pública localizada no distrito de Quiririm, na cidade brasileira de Taubaté, no estado de São Paulo. É mantido pelo poder público do município e é situado num dos primeiros locais da imigração italiana no Brasil.
O museu tem sua sede no casarão da família Indiani, natural de Cremona, Itália. Em 1888 a família veio para o país, sendo uma das primeiras a realizarem a imigração para o Brasil. Inicialmente, junto com outras quarenta famílias, os Indiani vieram para a cidade de Taubaté para trabalharem na produção cafeeira do Barreiro. Em 1890, porém, mudaram-se para o povoado de Quiririm, iniciando o plantio de arroz e as fábricas de cordas e de tijolos.
O sobrado da família, cuja arquitetura é típica do norte da Itália, foi construído entre 1897 a abril de 1903. Em 1958, após a morte dos patriarcas o solar foi deteriorando-se, até que em 1985 foi declarado de utilidade pública pela Câmara Municipal de Taubaté. Posteriormente, em 1995, foi restaurado. após o término ds obras de restauro, em 1997, foi inaugurado no local o Museu da Imigração Italiana.
O museu é destinado ao estudo da língua e cultura da Itália. Também é possível encontrar documentos referentes à imigração.